# Гастрономія
Гастрономія (від грец. γαστήρ — шлунок) — наука, що вивчає зв'язок між культурою та їжею[джерело?]. Часто помилково належить до кулінарії, проте остання — лише невелика частина цієї дисципліни. Гастрономія належить до мистецтва і соціальних наук.